# 二硫代亚硫酸-S,S-二叔丁酯
二硫代亚硫酸-S,S-二叔丁酯是一种有机硫化合物，结构式为(CH3)3CSS(O)SC(CH3)3。它可由叔丁硫醇和氯化亚砜在吡啶存在下反应得到。它在185 °C分解，生成二叔丁基二硫、二叔丁基三硫和二氧化硫。它可以被二甲基过氧化酮、间氯过氧苯甲酸或过氧乙酸氧化为叔丁基(叔丁二硫基)砜（(CH3)3CS(O2)SSC(CH3)3）。它和三氟化硼乙醚配合物反应，可以得到二叔丁基三硫。